# Gunung Seureudeng
Gunung Seureudeng är ett berg i Indonesien.   Det ligger i provinsen Aceh, i den västra delen av landet, 1 700 km nordväst om huvudstaden Jakarta. Toppen på Gunung Seureudeng är 258 meter över havet.
Terrängen runt Gunung Seureudeng är varierad.Runt Gunung Seureudeng är det ganska tätbefolkat, med 60 invånare per kvadratkilometer. Närmaste större samhälle är Reuleuet, 19,3 km nordväst om Gunung Seureudeng. I omgivningarna runt Gunung Seureudeng växer i huvudsak städsegrön lövskog.